# Stubaital
Het Stubaital is een dal in de Oostenrijkse deelstaat Tirol. De rivier Ruetz, ook wel Ruetzbach genoemd, stroomt door het dal.
Het ongeveer 40 km lange dal loopt van Schönberg (gelegen tussen Innsbruck en de Brennerpas), in zuidwestelijke richting. Tot aan het belangrijkste dorp in het dal, Fulpmes, liggen woonkernen op terrassen beiderzijds van de kloof, die de Ruetz door de eeuwen heen heeft uitgeslepen. Bij Fulpmes gaan deze terrassen over in een dalbekken. Ten zuiden van Neustift im Stubaital, tussen Stackler en Milders splitst het dal zich in het Oberbergtal (naar Stöcklenalm) en het Unterbergtal (naar Mutterbergalm).
In het Stubaital liggen de gemeenten Schönberg, Mieders, Telfes im Stubai, Fulpmes en Neustift. Met het openbaar vervoer is het Stubaital vanuit Innsbruck bereikbaar met de streekbus en de Stubaitalbahn. In Fulpmes bevindt zich een krachtcentrale van de Österreichische Bundesbahnen voor de stroomtoevoer naar de Brennerspoorlijn.
Het Stubaital is een van de vele wintersportgebieden in Oostenrijk, met 110 kilometer afdaling. Op de Stubaier gletsjer (tot ongeveer 3300 meter), het grootste gletsjergebied van Oostenrijk, kan men van oktober tot juni skiën. De langste afdaling in Oostenrijk, de skiroute Wilde Grub'n, is 10 kilometer lang en loopt vanaf de gletsjer (3200 meter hoogte) tot aan het gondelliftstation in het dal (1750 meter hoogte).